# Sarcophaga teskeyi
Sarcophaga teskeyi är en tvåvingeart som beskrevs av Andy Z. Lehrer 1994. Sarcophaga teskeyi ingår i släktet Sarcophaga och familjen köttflugor.
Artens utbredningsområde är Malawi. Inga underarter finns listade i Catalogue of Life.